# Parafia św. Stanisława Biskupa w Kolonii Polskiej
Parafia św. Stanisława Biskupa w Kolonii Polskiej − parafia rzymskokatolicka znajdująca się w archidiecezji przemyskiej w dekanacie Sieniawa. 

## Historia
W 1812 roku na zachodnim terenie Cieplic osiedlili się luterańscy koloniści niemieccy, którzy później osadę sprzedali Polakom. Osada została nazwana Kolonia Polska, a wierni należeli do parafii w Sieniawie. Przez pewien czas korzystali z możliwości odprawiania nabożeństw w cerkwi w Cieplicach. Wierni bardzo długo starali się u Czartoryskich o budowę świątyni. W 1890 roku w pobliskiej Dąbrowicy powstała kaplica filialna. W Kolonii Polskiej nadal nie było żadnych rezultatów, dlatego Józef Szpetnar przeznaczył plac pod budowę kościoła i wysłał syna do semianarium duchownego. W 1908 roku ks. Stanisław Szpetnar podjął kolejne staranie o zgodę na budowę kościoła.  
W 1910 roku rozpoczęto budowę kościoła z fundacji Adama Ludwika Czartoryskiego. 8 maja 1914 roku ks. dziekan Tomasz Wlazłowski z Sieniawy dokonał poświęcenia kościoła pw. św. Stanisława Biskupa. 16 czerwca 1915 roku wycofujące się wojska rosyjskie uprowadziły w niewolę ks. Henryka Uchmana, który powrócił dopiero w 1918 roku. 16 czerwca 1926 roku bp Anatol Nowak dokonał konsekracji kościoła. W 1930 roku staraniem ks. Stanisława Szpetnara, do parafii przybyły siostry Służebniczki Starowiejskie, które były tu do 1987 roku. W 1939 roku ks. Stanisław Szpetnar ufundował kaplicę Matki Bożej z Lourdes.
Na terenie parafii jest 1 138 wiernych (w tym: Kolonia Polska – 225, Cieplice Dolne – 175, Dąbrowica – 600, Słoboda – 150).
Proboszczowie parafii:
1914–1915. ks. Henryk Uchman (espozyt).
1915. ks. Stanisław Szpetnar (administrator tymczasowy).
1915–1918. ks. Jan Ziemiański (administrator tymczasowy).
1918–1921. ks. Henryk Uchman (ekspozyt ponownie).
1921–1930. ks. Antoni Witko (ekspozyt).
1930–1940. ks. Andrzej Rąb.
1940–1943. ks. Henryk Cieślicki.
1943–1948. ks. Zdzisław Michalski.
1948–1953. ks. Władysław Wiliusz (administrator).
1953–1960. ks. Michał Poprawski (administrator).
1960–1976. ks. Władysław Grzesik (administrator)
1976–1997. ks. Kazimierz Drelinkiewicz.
1997–2001. ks. Jan Grzywacz.
2001–2019. ks. kan. Stanisław Sroka.
2019– nadal ks. Piotr Piechuta.